# Forti Corse
Forti Corse, comúnmente conocido como Forti, era un equipo de automovilismo italiano más conocido por su fugaz y poco exitosa trayectoria en Fórmula 1 a mediados de los años 1990. El equipo se estableció en los años 1970 y compitió en categorías inferiores a la Fórmula 1 durante dos décadas, con algunos éxitos. El equipo ingresó en la Fórmula 1 en la temporada 1995 y continuó en el deporte por dos años, antes de sucumbir por problemas financieros a mitad de la temporada 1996. El equipo compitió en un total de 27 grandes premios, sin conseguir puntos, y fue reconocido como uno de los peores equipos privados en competir en una época en la que cada vez entraban más equipos de compañías automovilísticas y desaparecía la figura de los equipos privados.

## Establecimiento y primeros resultados
Forti fue fundada por el hombre de negocios italiano Guido Forti, un antiguo piloto, y Paolo Guerci, un ingeniero; a finales de los años 70 y su base estaba localizada en Alessandria, al norte de Italia. Inicialmente el equipo competía en categorías inferiores del automovilismo como la Fórmula Ford y Fórmula 3, ambas a nivel de Italia y Europa. El equipo disponía de bastantes medios técnicos y pronto empezó a cosechar buenos resultados regularmente. Los pilotos del equipo Forti Franco Forini, Enrico Bertaggia, Emanuele Naspetti y Gianni Morbidelli (quien se marcharía para competir en Fórmula 1) ganaron la Fórmula 3 en Italia en los años 1985, 1987, 1988 y 1989 respectivamente. Además, Bertaggia ganó el prestigioso gran premio de Macao de F3 y el Gran Premio de Mónaco de F3 en el año 1988. Forti también ganó la copa de Fórmula 3 europea en el año 1989 con Morbidelli. Teo Fabi y Oscar Larrauri también compitieron para el equipo en sus años de formación, el primero ganando la Fórmula Ford 2000 italiana en el año 1977, y el último compitió en la Fórmula 3 sudamericana.  Forti continuó compitiendo en F3 hasta el final del año 1992, cuando el equipo se concentró en competir en exclusiva en la Fórmula 3000.

## Formula 3000
En el año 1987, Forti se hizo sitio en la Fórmula 3000 Internacional teniendo menos éxito inmediato del que consiguieron con la F3. La principal razón de esta falta de éxitos fue la disyuntiva de que chasis debería usar el equipo para competir. En vez de usar los chasis clientes Lola, March o Ralt, todos ellos producidos por compañías estables que llevaban muchos años en el mundo del motor y que tenían gran experiencia en el diseño y construcción de dichos coches, Forti se decidió por el proveedor de chasis italiano Dallara, que recientemente había diseñado su primer coche para la Fórmula 3000. Forti era el primer equipo en utilizar este coche, que se le denominó Dallara 3087 (un chasis que posteriormente haría una única aparición en la Fórmula 1 para la escudería BMS Scuderia Italia, ya que este coche no estaba listo para la primera carrera de la Temporada 1988 de Fórmula 1). Esta combinación de un equipo inexperto y un coche sin probar hizo que no se llegara a conseguir ningún punto en su primer año en la F3000. Además el equipo no asistió a todas las carreras del calendario. Forti utilizó el año 1988 para ganar una considerable experiencia en la F3000, y esto ayudó al equipo a rendir de mejor manera en las siguientes temporadas, así como un cambio a los chasis más competitivos de Lola y después Reynard.
Después de una temporada completa en el año 1988, y la obtención de sus primeros puntos en la temporada de 1989 a cargo de Claudio Langes, se observó que aparentemente Forti estaba mejorando como equipo realmente competitivo. En la temporada de 1990 de Fórmula 3000, Gianni Morbidelli consiguió para el equipo Forti la primera victoria en una carrera de Fórmula 3000, y aunque ningún piloto de Forti ganó títulos del campeonato en esta categoría, el equipo se estableció como uno de los frecuentes favoritos. Desde la temporada de 1993 en adelante, Forti se concentró en exclusiva en la Fórmula 3000 y corrió con pilotos como Emanuele Naspetti, Fabrizio Giovanardi, Andrea Montermini (que después compitió para el equipo en la Fórmula 1) y Hideki Noda (que fue sustituido por Montermini para el asiento de Fórmula 1). Esta fue la temporada más exitosa de Forti en la F3000, con Naspetti terminando tercero en el mundial de pilotos, solo 10 puntos por detrás del campeón Christian Fittipaldi. Aunque el nivel de forma del equipo se redujo en los años siguientes, para la temporada 1994 de Fórmula 1, el equipo era el más experimentado en el campeonato, utilizando a Noda y a Pedro Diniz como pilotos. Forti consiguió 9 puntos y cinco pole position como equipo de Fórmula 3000.

## Fórmula 1

### Preparación
Conforme el equipo empezó a tener más éxito, Guido Forti empezó a pensar en dar el siguiente paso lógico en el ascenso del equipo, la Fórmula 1. Sin embargo había varios ejemplos de equipos que habían ascendido de Fórmula 3000 a Fórmula 1 y que habían fallado en poco tiempo debido a su pobre nivel financiero. En los años precedentes, habían existido ejemplos de escuderías con poco éxito como Coloni u Onyx. Pero por otra parte, Eddie Jordan había demostrado que el poder ascender de categoría podía traer también el éxito, con un gran resultado en la Temporada 1991 de Fórmula 1, su temporada de debut, en la cual acabó quinto en el mundial de constructores con un total de siete carreras terminadas dentro de los puntos. Forti consideraba que una base financiera sólida era el factor más importante del éxito. En consecuencia, en el año 1991 en consecuencia empezó a trabajar en su proyecto de Fórmula 1. Al final de la Temporada 1992 de Fórmula 1, firmó un contrato con el adinerado brasileño Pedro Diniz, cuya fortuna personal y sus contactos con patrocinadores iban a hacer que el presupuesto del equipo se incrementara notablemente. el padre de Diniz, Abílio dos Santos, era el propietario de una gran cadena de distribución, la Companhia Brasileira de Distribuiçao y de la cadena de supermercados Pan de Azúcar. Mediante el ofrecimiento a compañías para que pudieran establecer sus productos en buena posición en Brasil, la familia de Diniz consiguió establecer contactos personal con patrocinadores de grandes marcas como Parmalat, Kaiser, Arisco y Marlboro para financiar la trayectoria profesional de Pedro. Para la temporada 1993 de Fórmula 1, a través de Diniz, Forti conoció a Carlo Gancia, un hombre de negocios italo-brasileño. Gancia se convirtió en copropietario del equipo comprando las acciones de Guerci y empezó a trabajar en el proyecto de Fórmula 1. Finalmente se dedicó a asegurar un presupuesto respetable para el campeonato al final de la temporada 1994, que era "efectivamente financiado por la familia de Diniz". También contrató al mánager del equipo Cesare Fiorio. Guerci permaneció con Forti como uno de sus ingenieros de pista.

### El FG01
Tras obtener la asistencia financiera necesaria y la creación del nuevo personal técnico, la participación de Forti en la Fórmula 1 para el año 1995 estaba asegurada. Financiado por varias empresas brasileñas, como eran Kaiser y Sadia, y la corporación italiana Parmalat que fue comprada por Abilio dos Santos Diniz, el equipo tenía garantizada la estabilidad financiera a corto plazo, con un presupuesto para su primer año de 7,5 millones de libras. Además, este era solo el primer año de los tres que tenía de contrato el equipo con Diniz y sus patrocinadores. Sin embargo, la tarea más dura para el equipo era diseñar y construir su propio coche para la primera temporada como la normativa de la FIA para la Fórmula 1 dictaminaba. Esto se convirtió en el principal obstáculo para Guido Forti, ya que insistía en contar con un coche fiable a la vez de rápido. Sin embargo, su primer chasis de F1, el Forti FG01, era un coche de Fórmula 1 desfasado, pesado y lento, y había sido descrito como un coche de F3000 "revisado" y, más mordazmente como "un aterrador trasto viejo".
El FG01 tenía muchas influencias. Sus raíces se remontan a  1991, cuando el exdiseñador de Brabham, Sergio Rinland dejó el equipo británico antes de que terminara la temporada. Rinland creó Astauto Ltd. en Tolworth, Inglaterra, y contrató a varios de sus antiguos colaboradores de Brabham cuando el equipo cerró sus puertas. Brabham vendió el edificio y el túnel de viento en Chessington a  Yamaha, instalaciones que Astauto alquiló para desarrollar el nuevo Fondmetal GR02, que fue diseñado y construido en junio de 1992, apenas seis meses después de haber sido encargado por Gabriele Rumi. El Fondmetal GR02 era el sucesor natural del Brabham BT60, en concepto, tal como fue concebido por el mismo equipo de diseño. Debido a graves problemas financieros del equipo Fondmetal, el GR02 compitió sólo en unas cuantas carreras antes de que el equipo cerrase. Cuando a finales de  1994, Forti compró los restos del equipo Fondmetal, adquiriendo a su vez todos los repuestos del GR02 en el proceso, el equipo se dirigió a Sergio Rinland para comprar el diseño de lo que habría sido el coche de 1993, hecho por el Equipo de Diseño Astauto después del colapso del la escudería Fondmetal. En ese momento, Rinland vivía y trabajaba en California en un nuevo proyecto para la ChampCar americana. Forti envió a su jefe de diseño, el exempleado de Astauto Chris Radage a California para reunir toda la información técnica, datos y diseños de Rinland, y regresó a Italia para desarrollar el nuevo Forti FG01. Rinland se unió al equipo a principios de 1995 durante un breve período como director técnico, una vez que hubo regresado a Europa. y asistió a los experimentados ingenieros italianos Giorgio Stirano y Giacomo Caliri en el diseño del coche. La aerodinámica del coche fue concluida por el antiguo empleado de Brabham Hans Fouche utilizando un túnel de viento en Sudáfrica, y el trabajo compuesto lo realizó la compañía italiana Belco Avia. Sin embargo, se rumoreó que el FG01 era poco más que una reinterpretación del GR02.
Así, el FG01 no prometía mucho en términos de rendimiento. Sus líneas angulares y voluminosas de mala aerodinámica afectaban negativamente a la adherencia y la conducción del coche. Inicialmente poseía una nariz ancha y tenía exceso de peso y falta de potencia, utilizando un pequeño Ford-Cosworth  V8, motor cliente financiado en gran parte por Ford do Brasil. También era el único coche que tenía caja de cambios manual en la temporada 1995. El coche estaba uniformado en una combinación de colores azul y amarillo, acompañada de un verde fluorescente en las llantas, lo que ilustra la influencia brasileña del equipo en su primer año.Esto estaba basado en un homenaje a Ayrton Senna, quien había muerto en el Gran Premio de San Marino de 1994, los coches llevaban tonos idénticos a los utilizados en el diseño del casco del brasileño.

### La temporada 1995
En la temporada 1995 Forti colocó como piloto número uno al novato Pedro Diniz, que había corrido para su escudería en F3000 sin mucho éxito. Sin embargo, se le garantizó un asiento ya que su familia y sus patrocinadores estaban pagando una cantidad significativa del presupuesto del equipo. El segundo piloto fue confirmado más tarde como su más experimentado compatriota Roberto Moreno, que había competido en el pasado en F1, cuando tuvo un año desastroso conduciendo para el infame equipo Andrea Moda. Sin embargo, su asiento sólo estuvo garantizado en una carrera, ya que otros pilotos como el portugués Pedro Lamy también se consideraron para el puesto. El equipo también tuvo la opción firmar con varios experimentados pilotos brasileños, incluidos Christian Fittipaldi, Maurício Gugelmin y Gil de Ferran. Se especuló que quien se uniera al equipo sería obligado contractualmente a ser número dos tras Pedro Diniz, ya que su padre había insistido en tener una alineación de pilotos completamente brasileña. Un portavoz del equipo confirmó que la nacionalidad y experiencia de Moreno eran la razón de su fichaje. El equipo intentó reemplazar a Moreno por Hideki Noda, quien había corrido tres carreras para Larrousse en 1994, para el Gran Premio del Pacífico, pero se le negó la superlicencia
Al comienzo de la temporada, los coches eran vergonzosamente lentos, a pesar de disputar una buena cantidad de pruebas. Diniz terminó 10 º en el primer gran premio de la temporada, el de Brasil, pero lo hizo a siete vueltas del ganador, Michael Schumacher. En Argentina, esta situación empeoró, ya que aunque ambos pilotos terminaron, lo hicieron a nueve vueltas del vencedor de la carrera, Damon Hill (con Diniz como primero del equipo) y no fueron clasificados en la carrera, ya que no habían podido completar el 90% de la distancia reglamentaria de carrera. Los pilotos hicieron vueltas rápidas en carrera diez segundos más lentas que las de Schumacher, en cuanto a mejor vuelta, y casi cinco segundos más lentas que el siguiente corredor en la tabla de tiempos (Domenico Schiattarella en el Simtek). En Imola los resultados fueron igualmente pobres, ya que ambos pilotos terminaron a siete vueltas del vencedor (con Diniz de nuevo por delante de su compañero de equipo). Forti era ya el hazmerreír del paddock, ya que eran mucho más lento que los demás equipos del fondo del pelotón (y financieramente más pobres): Pacífic, Simtek y Minardi. Sin embargo, el presupuesto permitió realizar mejoras que se introdujeron en el coche.
Entre los Grandes Premios de Brasil y Argentina, Rinland había regresado a Europa a tiempo completo para tomar la posición oficial de jefe técnico del equipo, su tarea a largo plazo era establecer una oficina de dueño del equipo con sede en Inglaterra, pero su trabajo inicial era mejorar la competitividad del FG01 por medio de una serie de actualizaciones técnicas. Sin embargo, Rinland, tras varias semanas, dejó el equipo tras una discusión con la dirección del equipo por la falta de competitividad del coche.
Durante la temporada, su peso se redujo en unos significativos 60 kilos (aproximadamente el 10% del límite de peso mínimo de 595 kilos), se incorporó una caja de cambios semiautomática, una airbox, algunos rediseños del alerón delantero, y sidepods en el monocasco. El personal del equipo también se duplicó durante el transcurso de la temporada. Esto se tradujo en una mejora gradual en el ritmo durante todo el año, por lo cual ya no habrían carreras sin finalizar para Forti.
El récord de finalización de Forti era de un 50% para ser debutante (excluyendo las no calificaciones) ayudando a Diniz a tener una reputación de un piloto constante y fiable. Forti ascendió rápidamente cuando Simtek se retiró después del Gran Premio de Mónaco, sumada a la falta de financiación y desarrollo del equipo Pacific, permitiéndole a Forti empezar a igualarlos desde la recta final de la temporada. En el Gran Premio de Alemania, los dos Fortis superaron por primera vez a los Pacific, y esto sucedió en dos ocasiones más durante la temporada. La mejora de Forti también se vio favorecida por el hecho de que Pacific se hiciera cargo de dos pilotos de pago mas lentos, Giovanni Lavaggi y Jean-Denis Deletraz, para garantizar que el equipo terminara la temporada. En la última carrera en Adelaida, Forti parecía haber establecido una base firme para la temporada 1996, enfatizada por Moreno, clasificándose dentro del 107% de la pole position por primera vez - un resultado crucial, ya que este porcentaje del tiempo de la pole se utilizaría para determinar los no clasificados en 1996, y Diniz logrando, con una fiable carrera, el mejor puesto final de carrera en el Gran Premio de Australia de 1995 con brasileño en el séptimo lugar a cuatro vueltas de Damon Hill, pero delante del Pacific de Bertrand Gachot. A pesar de no marcar puntos, el equipo finalizó décimo primero en el Campeonato de Constructores, adelante de Pacific y Simtek en virtud de haber finalizado en mejores posiciones fuera de los puntos.
Tras el campeonato, Forti participó en el Salón del Automóvil de Bolonia de 1995, donde tres FG01 pilotados por Montermini, Lavaggi y Vittorio Zoboli compitieron y perdieron contra tres Minardi en el Trofeo Indoor de Fórmula Uno.
A pesar del progreso hecho por el equipo en la primera temporada, el mismo fue catalogado como un fracaso. El equipo había gastado mucho dinero que en sus rivales en diseñar, construir y desarrollar fundamentalmente un auto ineficaz. Diniz y sus patrocinadores fueron señalados de "despilfarrar el dinero", dañando su reputación como piloto serio de Fórmula 1, ya que al brasileño le tomaría por muchos años demostrar que no estaba en el deporte solo por sus fondos. Además, la participación de Moreno con Forti fue lamentada por los observadores, que consideraban que Moreno no merecía la ignominia de un coche tan poco competitivo. Los únicos aspectos positivos eran el razonable historial de fiabilidad y el hecho de que la familia Diniz fuera contratada para financiar el equipo durante los dos años siguientes.

### La temporada 1996
Con una base sólida para construir y un presupuesto saneado, la temporada 1996 parecía prometedora para Forti. El equipo negoció la contratación de los más potentes y caros motores Cosworth V8 a finales de 1995 para sustituir a los poco potentes y anticuados modelos ED. Sin embargo, a estas aspiraciones se les asestó un golpe devastador cuando Pedro Diniz firmó con los más competitivos Ligier, quedando los asientos del equipo desocupados, ya que Martin Brundle como este último fichó por Jordan Grand Prix. Los patrocinadores de Forti aportados por la familia Diniz, incluyendo Parmalat y Marlboro, se fueron y el presupuesto se vio mermado considerablemente. Por un tiempo pareció que el equipo no podría competir en durante toda la temporada de 1996, y su supervivencia se cuestionó constantemente. El nuevo coche se retrasó, y el equipo se vio obligado a utilizar el mejorado FG01B para el inicio de la temporada con el único cambio de tener un motor un poco más competitivo Ford Zetec-R V8 (en lugar del "JS" que había estado negociando), y tener que confiar en patrocinadores temporales. Sin embargo, Forti permaneció en la categoría para la temporada 1996. Roberto Moreno no se mantuvo en el equipo después de no poder vencer a Diniz el año anterior, y Forti contrató a los despedidos Luca Badoer y Andrea Montermini; de Minardi y Pacific respectivamente; (aunque Hideki Noda se consideró también para el puesto), a cambio de que los dos pilotos de aportasen una pequeña cantidad de apoyo personal. El francés Franck Lagorce también firmó como piloto de pruebas. Pacífic se había retirado en la pretemporada, y estaba claro que Forti sería bastante más atrás del resto del campo en el lento FG01B. Badoer y Montermini no disputaron la carrera debido a la introducción de la regla 107% del tiempo en la clasificación del Gran Premio de Australia y por lo tanto no iniciaron la carrera, pero entonces lograron clasificar para los dos siguientes Grandes Premios, celebrados en Brasil y Argentina, marcando un 10º  y 11º lugar final entre ellos en las carreras. Badoer, sin embargo, atrajo la atención en Argentina por una razón diferente. Cuando Diniz trató de adelantarlo, los dos coches chocaron y Badoer se volcó; el italiano salió indemne del accidente. Ambos coches a continuación no calificaron  en Nürburgring. Forti produjo un nuevo chasis, el Forti FG03, para la próxima carrera de la temporada en Imola. El coche había sido sido diseñado por George Ryton, quien se había convertido en el Director Técnico de Forti después de mudarse de Ferrari en abril, y se trabajó también en la de Chris Radage y Ricardo de Marco. Los dos pilotos lo juzgaron como una mejora significativa sobre el viejo coche, con una carga aerodinámica mayor aerodinámica y la sensibilidad direccional, pero solo había un FG03 disponible, y Montermini no logró clasificarse en el viejo coche. Badoer, sin embargo, se clasificó por en el último lugar, pero con comodidad en el 107% de corte, y sólo 0,7 segundos detrás de Ricardo Rosset en el Footwork. Badoer terminó 10 º y último, pero ha sufrido problemas de fiabilidad en el coche nuevo y tenía dos vueltas detrás del Minardi de Pedro Lamy. Los dos pilotos clasificaron en Mónaco, pero Montermini se estrelló en los calentamientos en pista húmeda, y no pudo empezar la carrera, mientras que Badoer luchó en las condiciones resbalosas y chocó con Jacques Villeneuve, ya que estaba siendo doblado por el Williams. Fue multado con de US$5000 y recibió una suspensión de dos carreras.

### Acuerdo con Shannon Racing
Tras el Gran Premio de Mónaco, hubo rumores de que Forti no sobrevivirían la temporada sin ningún tipo de toma de posesión. En el período previo a la próxima carrera, el GP español, El jefe de Belco Avia, Arron Colombo, anunció que un acuerdo había sido alcanzado por Guido Forti y una entidad conocida como Shannon Racing para el segundo para comprar una participación del 51% del equipo.  El acuerdo se concluyó a finales de mes, el 30 de junio. Shannon Racing y su empresa matriz Finfirst eran entidades irlandesas registradas en las secciones de una compañía financiera milanesa, y ya había establecido en varios equipos de Fórmula 3 y Fórmula 3000 Internacional en el 1996. El grupo estaba dispuesto a entrar en Fórmula 1, y Forti ofreció una oportunidad para que esto suceda. Se creía que Colombo había organizado la operación, que estaba programado para continuar a lo largo de 1996 con una opción para 1997, debido a que Belco Avia se le debía dinero por Forti. Como parte de la gestión del cambio, Cesare Fiorio dejó el equipo para unirse a Ligier y fue sustituido por Daniele Coronna, mientras que el diseñador George Ryton se unió a Ferrari. 
Para el Gran Premio de España, los coches por lo tanto, aparecieron en un nuevo color verde y blanco librea basados en la bandera italiana, aparentemente confirmando la adquisición de Shannon Racing del 51% de Forti. Este impulso financiero que parecía asegurar la supervivencia del equipo. Sin embargo, entre los Grandes Premios de Canadá y Francia, ambos pilotos entraron en la parrilla, Badoer incluso había partido adelante de Rosset en Montreal. No obstante, Forti había perdido su buen historial de fiabilidad de 1995, ya que sólo se iniciaba como resultado cuatro abandonos consecutivos. En ese momento, los problemas financieros de Forti, causados por un conflicto de propiedad entre el equipo de Guido Forti y Shannon Racing, fueron cada vez más urgente en la naturaleza. Ambos coches se retiraron con "problemas en el motor" en el Gran Premio de Francia, aunque se rumorea que esto se debió a que el equipo acaba el kilometraje del motor, ya que se endeudaron con el motor de los proveedores de Cosworth.

### Bancarrota y abandono de la categoría
Guido Forti afirmó que Shannon Racing no le había pagado ningún dinero en el plazo estipulado de seis días de plazo después de que el acuerdo fue concluido y rechazó la afirmación de que ahora pertenece en un 51% de su equipo. A medida que el equipo se quedó sin dinero, era dudoso que aparecería en el Gran Premio de Gran Bretaña. Al final, Forti participó, sólo para que los coches hicieran un puñado de vueltas cada una, en la práctica y por lo tanto al no establecer un tiempo lo suficientemente rápido como para calificar. Esto se debió a que era cada vez más la deuda con Cosworth y se estaba quedando sin kilometraje del motor de sus coches, sólo teniendo lo suficiente para hacer un esfuerzo simbólico a la participación. El equipo llegó a la siguiente carrera, el Gran Premio de Alemania, pero los dos coches se mantuvieron sin ensamblar en los boxes durante todo el fin de semana después de que el suministro de motores se redujo finalmente.
Guido Forti, después de discutir el asunto con el dueño de los derechos comerciales Bernie Ecclestone, había decidido retirar el equipo de carrera alemana mientras en las negociaciones sobre la propiedad del equipo entre él y Shannon continuaban, a pesar de la amenaza de la FIA que advertía de una multa por no asistir la carrera. Tras el fracaso de estas negociaciones, se anunció entonces que el trato de Shannon había caído y que estaba de vuelta en frente del equipo. Esperaba algo más para finalizar los acuerdos de patrocinio que le permitiría al equipo competir en el GP de Hungría. Shannon respondió afirmando que aún poseía el 51% del equipo, y que tenía la intención de resolver los problemas financieros de Forti por sí mismo, además de la sustitución de Guido Forti como director del equipo. Él había tenido debidamente en la empresa a los tribunales sobre la situación, un proceso arduo en el ordenamiento jurídico italiano. 
Con el equipo en el limbo, mientras que la disputa por la propiedad estaba siendo resuelta en los tribunales, la situación de Forti era cada vez más sombría. El equipo se enfrentó a la perspectiva de más cuantiosas multas por parte de la FIA por faltar a las carreras si la situación no mejoraba, e incluso se consideraba la expulsión del equipo por desprestigiar al deporte, como había ocurrido con el equipo Andrea Moda en la temporada 1992. Forti retiró a su equipo de este deporte, no apareció en el Gran Premio de Hungría, en el de Bélgica, ni en ningún otro punto del campeonato. Badoer y Montermini se quedaron sin asientos, y los prometedores chasis FG03 ya no corrieron más. En el momento en Shannon Racing ganó el juicio en septiembre, Forti había dejado de existir. los equipos de Shannon Racing en las categorías inferiores también cerraron. Coincidentemente, Guido Forti había firmado en 1997 el Acuerdo de la Concordia , poco antes de la desaparición de su equipo, que podría haber dado a su equipo la oportunidad de sobrevivir si lo había hecho en ese año debido a los ingresos de televisión extra que fue debidamente concedida a cada uno de los equipos en los términos del acuerdo.

## Legado
La retirada de Forti marcó no sólo el final de su participación en la Fórmula 1, pero también puso fin a un equipo que había tenido éxito en la Fórmula 3000 Internacional y otras categorías menores. En general, se convino en que Forti podría haber tenido éxito, si hubiera tenido su presupuesto de 1995 y el coche FG03, al mismo tiempo, y que la salida de Diniz significaba que estaba muy pocas posibilidades de supervivencia, pero el equipo se ha convertido en otro ejemplo de un equipo de mitad de parrilla incapaz de financiar sus aspiraciones. Uno de los últimos equipos "privados" en entrar en el deporte, en una era de creciente influencia y la participación de los grandes fabricantes de automóviles, Forti se cita a menudo junto con el Pacific y Simtek como principales ejemplos de esta tendencia. También se argumentó que la creciente cantidad de dinero involucrada en la financiación de un equipo de F1 que se estaba obligando a muchos de los equipos más pequeños a retirarse en la primera mitad del decenio de 1990 era una amenaza a largo plazo para el futuro de este deporte. Por otra parte, algunos vieron al ejemplo de Forti, incluidos los de Simtek, Pacific y similares, como los cabos sueltos que no merecían un lugar en la F1, y se ha sugerido que la imposición de la regla del 107% por la FIA en 1996 fue una medida para obligar a elevar su juego o dejar el deporte por completo. 
Sin embargo, los coches Forti de F1 han sido utilizados para otros fines. Ejemplos de los FG03 están siendo utilizados como parte de F1 con temas de los días de pista en el Reino Unido en circuitos de carreras de motor como de Rockingham.

## Resultados

### Victorias destacadas en carreras y campeonatos
| Año  | Carrera/campeonato                                 | Chasis  | Motor      | Piloto            | Ref    |
| ---- | -------------------------------------------------- | ------- | ---------- | ----------------- | ------ |
| 1977 | Formula Ford 2000 Italiana (campeonato de pilotos) | Osella  | Ford       | Teo Fabi          | [ 1 ]  |
| 1985 | Formula 3 Italiana (campeonato de pilotos)         | Dallara | Alfa Romeo | Franco Forini     | [ 20 ] |
| 1987 | Fórmula 3 Italiana (campeonato de pilotos)         | Dallara | Alfa Romeo | Enrico Bertaggia  | [ 20 ] |
| 1988 | Fórmula 3 Italiana (campeonato de pilotos)         | Dallara | Alfa Romeo | Emanuele Naspetti | [ 20 ] |
| 1988 | Gran Premio de Macao                               | Dallara | Alfa Romeo | Enrico Bertaggia  | [ 21 ] |
| 1988 | Gran Premio de Mónaco de F3                        | Dallara | Alfa Romeo | Enrico Bertaggia  | [ 22 ] |
| 1989 | Fórmula 3 Italiana (campeonato de pilotos)         | Dallara | Alfa Romeo | Gianni Morbidelli | [ 20 ] |
| 1989 | Copa Fórmula 3 Europea                             | Dallara | Alfa Romeo | Gianni Morbidelli | [ 3 ]  |

### Fórmula 3000 Internacional
(Clave) (negrita indica pole position) (cursiva indica vuelta rápida)

| Año  | Chasis                   | Motor       | Neu. | Pilotos             | 1   | 2   | 3   | 4   | 5   | 6   | 7   | 8   | 9   | 10  | 11  | Puntos | Pos. |
| ---- | ------------------------ | ----------- | ---- | ------------------- | --- | --- | --- | --- | --- | --- | --- | --- | --- | --- | --- | ------ | ---- |
| 1987 | Dallara 3087             | Cosworth V8 | A    |                     | SIL | VAL | SPA | PAU | DON | PER | BRH | BIR | IML | BUG | JAR | 0      | NC   |
| 1987 | Dallara 3087             | Cosworth V8 | A    | Nicola Larini       |     |     |     |     |     | Ret | 16  |     | Ret |     | Ret | 0      | NC   |
| 1987 | Dallara 3087             | Cosworth V8 | A    | Nicola Tesini       |     |     |     |     |     |     |     | DNQ |     |     |     | 0      | NC   |
| 1988 | Dallara 3087 Lola T88/50 | Cosworth V8 | A    |                     | JER | VAL | PAU | SIL | MNZ | PER | BRH | BIR | BUG | ZOL | DIJ | 0      | NC   |
| 1988 | Dallara 3087 Lola T88/50 | Cosworth V8 | A    | Enrico Bertaggia    | DNQ | DNQ | DNQ | DNQ | 7   | 16  | DNS | DNQ | DNQ | 11  | Ret | 0      | NC   |
| 1988 | Dallara 3087 Lola T88/50 | Cosworth V8 | A    | Fernando Croceri    | DNQ | DNQ | DNQ | DNQ | DNQ |     |     |     |     |     |     | 0      | NC   |
| 1988 | Dallara 3087 Lola T88/50 | Cosworth V8 | A    | Enrico Debenedetti  |     |     |     |     |     |     |     |     |     | DNQ | DNQ | 0      | NC   |
| 1988 | Dallara 3087 Lola T88/50 | Cosworth V8 | A    | Nino Fama           |     |     |     |     |     | DNQ |     |     |     |     |     | 0      | NC   |
| 1989 | Lola T89/50              | Cosworth V8 | A    |                     | SIL | VAL | PAU | JER | PER | BRH | BIR | SPA | BUG | DIJ |     | 7      | 9.º  |
| 1989 | Lola T89/50              | Cosworth V8 | A    | Claudio Langes      | 12  | Ret | Ret | 7   | 2   | 6   | 9   | 15  | 9   | 7   |     | 7      | 9.º  |
| 1990 | Lola T90/50              | Cosworth V8 | A    |                     | DON | SIL | PAU | JER | MNZ | PER | HOC | BRH | BIR | BUG | NOG | 20     | 7.º  |
| 1990 | Lola T90/50              | Cosworth V8 | A    | Gianni Morbidelli   | 8   | Ret | 3   | Ret | 4   | 1   | Ret | Ret | Ret | 7   | 3   | 20     | 7.º  |
| 1991 | Lola T91/50 Reynard 91D  | Cosworth V8 | A    |                     | VAL | PAU | JER | MUG | PER | HOC | BRH | SPA | BUG | NOG |     | 43     | 3.º  |
| 1991 | Lola T91/50 Reynard 91D  | Cosworth V8 | A    | Emanuele Naspetti   | 10  | 9   | DNQ | DNS | 1   | 1   | 1   | 1   | Ret | 6   |     | 43     | 3.º  |
| 1991 | Lola T91/50 Reynard 91D  | Cosworth V8 | A    | Fabrizio Giovanardi | 12  | 5   | DNQ | 8   | Ret | 13  | 8   | 6   | DNS | 4   |     | 43     | 3.º  |
| 1992 | Reynard 92D              | Cosworth V8 | A    |                     | SIL | PAU | CAT | PER | HOC | NUR | SPA | ALB | NOG | MAG |     | 44     | 2.º  |
| 1992 | Reynard 92D              | Cosworth V8 | A    | Emanuele Naspetti   | 6   | 1   | 16  | 2   | 4   | Ret |     |     |     |     |     | 44     | 2.º  |
| 1992 | Reynard 92D              | Cosworth V8 | A    | Andrea Montermini   |     |     |     |     |     |     | 1   | 1   | 4   | Ret |     | 44     | 2.º  |
| 1992 | Reynard 92D              | Cosworth V8 | A    | Alessandro Zampedri | Ret | Ret | 11  | 5   | 7   | Ret | 7   | 8   | 5   | Ret |     | 44     | 2.º  |
| 1993 | Reynard 93D              | Cosworth V8 | A    |                     | DON | SIL | PAU | PER | HOC | NUR | SPA | MAG | NOG |     |     | 20     | 5.º  |
| 1993 | Reynard 93D              | Cosworth V8 | A    | Olivier Beretta     | 1   | 10  | 4   | Ret | 4   | 5   | 13  | 9   | 4   |     |     | 20     | 5.º  |
| 1993 | Reynard 93D              | Cosworth V8 | A    | Pedro Diniz         | Ret | Ret | DNQ | 7   | Ret | 16  | 14  | 11  | 14  |     |     | 20     | 5.º  |
| 1994 | Reynard 94D              | Cosworth V8 | A    |                     | SIL | PAU | CAT | PER | HOC | SPA | EST | MAG |     |     |     | 9      | 7.º  |
| 1994 | Reynard 94D              | Cosworth V8 | A    | Pedro Diniz         | Ret | Ret | 10  | Ret | Ret | 9   | 4   | Ret |     |     |     | 9      | 7.º  |
| 1994 | Reynard 94D              | Cosworth V8 | A    | Hideki Noda         | 5   | Ret | Ret | 3   | Ret | 7   | 16  | 11  |     |     |     | 9      | 7.º  |

### Fórmula 1
(Clave) (negrita indica pole position) (cursiva indica vuelta rápida)

| Año  | Chasis     | Motor                   | Neu. | N.º | Pilotos           | 1   | 2   | 3   | 4   | 5   | 6   | 7   | 8   | 9   | 10  | 11  | 12  | 13  | 14  | 15  | 16  | 17  | Puntos | Pos. |
| ---- | ---------- | ----------------------- | ---- | --- | ----------------- | --- | --- | --- | --- | --- | --- | --- | --- | --- | --- | --- | --- | --- | --- | --- | --- | --- | ------ | ---- |
| 1995 | FG01       | Ford EDD 3.0 V8         | G    |     |                   | BRA | ARG | SMR | ESP | MON | CAN | FRA | GBR | GER | HUN | BEL | ITA | POR | EUR | PAC | JPN | AUS | 0      | NC   |
| 1995 | FG01       | Ford EDD 3.0 V8         | G    | 21  | Pedro Diniz       | 10  | NC  | 15  | Ret | 10  | Ret | Ret | Ret | Ret | Ret | 13  | 9   | 16  | 13  | 17  | Ret | 7   | 0      | NC   |
| 1995 | FG01       | Ford EDD 3.0 V8         | G    | 22  | Roberto Moreno    | Ret | NC  | 16  | Ret | Ret | Ret | 16  | Ret | Ret | Ret | 14  | Ret | 17  | Ret | 16  | Ret | Ret | 0      | NC   |
| 1996 | FG01B FG03 | Ford ECA Zetec-R 3.0 V8 | G    |     |                   | AUS | BRA | ARG | EUR | SMR | MON | ESP | CAN | FRA | GBR | GER | HUN | BEL | ITA | POR | JPN |     | 0      | NC   |
| 1996 | FG01B FG03 | Ford ECA Zetec-R 3.0 V8 | G    | 22  | Luca Badoer       | DNQ | 11  | Ret | DNQ | 10  | Ret | DNQ | Ret | Ret | DNQ | DNP |     |     |     |     |     |     | 0      | NC   |
| 1996 | FG01B FG03 | Ford ECA Zetec-R 3.0 V8 | G    | 23  | Andrea Montermini | DNQ | Ret | 10  | DNQ | DNQ | DNS | DNQ | Ret | Ret | DNQ | DNP |     |     |     |     |     |     | 0      | NC   |

### Citas
1. 1 2 3 4 5 6 7 8 9 10 11 12 13  «Constructors: Forti Corse S.R.L. (en ingles)». grandprix.com. Consultado el 14 de marzo de 2008.
2. 1 2 3 4 5 6 7 8 9  «Forti-Corse - descripción completa (en ingles)». f1rejects.com. Archivado desde el original el 10 de octubre de 2007. Consultado el 29 de octubre de 2006.
3. 1 2  Higham, p. 248 (en ingles).
4. ↑  La familia de Diniz compra Prost (en ingles). grandprix.com. 30 de noviembre de 2000. Consultado el 26 de julio de 2008.
5. ↑  Saward, Joe (1 de febrero de 1996). Previo de la temporada 1996 (en ingles). grandprix.com. Archivado desde el original el 28 de noviembre de 2008. Consultado el 3 de julio de 2008.
6. 1 2  Tremayne, pag. 95 (en ingles).
7. 1 2 3 4  Resumen de la Fórmula 1: Forti – Constanduros, Bob. Henry (ed.) (1995), p. 71 (en inglés).
8. ↑  Ménard, Vol. 2, pag. 626 (en inglés).
9. ↑  Saward, Joe (1 de enero de 1996). No news is big news! (en inglés). grandprix.com. Consultado el 23 de agosto de 2007.
10. ↑  Rinland joins Forti. grandprix.com. 1995-03-27. Consultado el 13 de enero de 2006.
11. ↑  Forti - getting ready for action. grandprix.com. 1995-02-06. Consultado el 3 de abril de 2007.
12. ↑  Rinland leaves Forti?. grandprix.com. 1995-05-08. Consultado el 13 de enero de 2007.
13. ↑  Forti bids for new Ford V8. grandprix.com. 1995-10-02. Consultado el 13 de enero de 2007.
14. ↑  ...Forti to follow. grandprix.com. 1995-12-04. Consultado el 13 de enero de 2007.
15. 1 2 3  Formula 1 Review: Forti – Henry, Alan. Henry (ed.) (1996), p. 92.
16. ↑  Forti signs Badoer. grandprix.com. 1996-02-26. Consultado el 13 de enero de 2007.
17. ↑  Noda close to Forti. grandprix.com. 1996-01-15. Consultado el 24 de noviembre de 2006.
18. ↑  Ryton to Forti. grandprix.com. 1996-04-01. Consultado el 13 de enero de 2007.
19. ↑  1996 Grands Prix - Monaco Grand Prix – Constanduros, Bob; Hamilton, Maurice and Henry, Alan. Henry (ed.) (1996), p. 147.
20. 1 2 3 4  Higham, p. 407.
21. ↑  Higham, p. 422.
22. ↑  Higham, p. 426.
23. ↑  Hamilton (ed.), pp. 263-264.
24. ↑  Henry (ed.) (1988), pp. 264-265.
25. ↑  Henry (ed.) (1989), pp. 280-281.
26. ↑  Henry (ed.) (1990), pp. 280-281.
27. ↑  Henry (ed.) (1991), pp. 280-281.
28. ↑  Henry (ed.) (1992), pp. 280-281.
29. ↑  Henry (ed.) (1993), pp. 280-281.
30. ↑  Henry (ed.) (1994), p. 280.